# Rhoscolyn

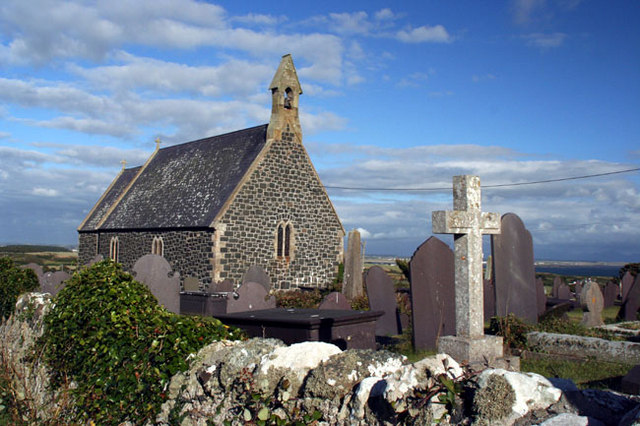
Rhoscolyn: la chiesa di Santa Gwenfaen

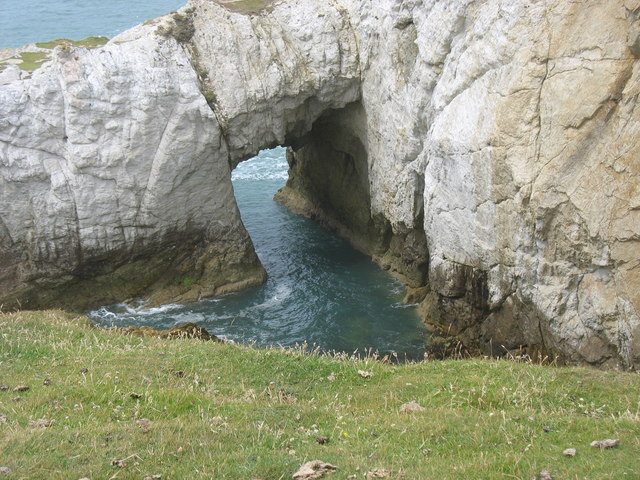
Il Bwa Gwyn, arco naturale nei pressi del villaggio di Rhoscolyn

Rhoscolyn è un villaggio con status di community della costa nord-occidentale del Galles, facente parte della contea di Anglesey e situato nell’isola nota come Holy Island, dove si affaccia sul Mare d'Irlanda. L'intera community conta una popolazione di circa 500 abitanti.

## Geografia fisica
La community di Rhoscolyn si estende nella parte meridionale di Holy Island, a circa 4-5 miglia a sud dell'altro principale centro abitato dell'isola, Holyhead.

## Storia
Nel 630 venne eretta a Rhoscolyn una chiesa in legno dedicata a Santa Gwenfaen (fondatrice di un monastero in loco), chiesa che venne poi distrutta da un incendio nel corso del XV secolo.

## Monumenti e luoghi d’interesse

### Architetture religiose

#### Chiesa di Santa Gwenfaen
Principale edificio religioso di Rhoscolyn è la chiesa di Santa Gwenfaen, costruita nella forma attuale nella seconda metà degli anni settanta del XIX secolo forse su progetto di George Gilbert Scott nel luogo dove sorgeva la chiesa in legno del VII secolo.

#### Fonte di Santa Gwenfaen
Sempre intitolata a Santa Gwenfaen è anche una fonte sacra: la fonte è situata su un promontorio di fronte alla baia di Porth Gwalch ed è probabilmente di origine medievale.

### Aree naturali
Le rocce della costa attorno a Rhoscolyn formano due archi naturali noti come Bwa Du (ovvero "Arco nero") e Bwa Gwyn (ovvero "Arco bianco").

## Società

### Evoluzione demografica
Nel 2018, la popolazione stimata della community di Rhoscolyn  era pari a 487 abitanti, di cui 245 erano donne e 242 erano uomini.
La popolazione al di sotto dei 18 anni era stimata in 68 unità (di cui 25 erano i bambini al di sotto dei 10 anni), mentre la popolazione dai 60 anni in su era stimata in 209 unità (di cui 36 erano le persone dagli 80 anni in su).
La community di Rhoscolyn ha conosciuto un decremento demografico rispetto al 2011, quando la popolazione censita era pari a 542 unità (dato che però era in rialzo rispetto al 2001, quando la popolazione censita era pari a 484 unità).